# 井上健太
井上 健太（いのうえ けんた、1998年7月23日 - ）は、神奈川県横浜市金沢区出身のプロサッカー選手。Jリーグ・横浜F・マリノス所属。ポジションはミッドフィールダー、フォワード。

## 来歴
学生時代に陸上競技に励んだ両親の元に生まれ、小学校1年生の時に4つ年上の兄の影響で大崎SCに入団しサッカーを始める。中学2年次の2013年1月、第61回全日本大学サッカー選手権大会の決勝戦を観に行った際に、トイレで偶然立正大学淞南高等学校のサッカー部監督に出会ったことがきっかけとなり、地元を離れ同校へ進学。
高校3年夏のインターハイ2回戦・青森山田高等学校戦でジェフユナイテッド千葉への入団が内定していた高橋壱晟とマッチアップし「素晴らしい選手だったけど、自分の武器のスピードとドリブルは通用した。自分の年代で一番のMFと比べて自分がこれくらいだと知ることができた」とプロを意識し始めるが、Jリーグクラブからのオファーは届かず、高校最後の大会となった第95回全国高等学校サッカー選手権大会では1回戦で正智深谷高等学校に敗れ、高校年代でのサッカーを終えた。
高校卒業後は福岡大学に進学。1年次から公式戦の出場機会を掴み、2018年3月には日韓大学定期戦に臨む全日本大学選抜に1年生として唯一選出された。
大分トリニータからは大学2年次からスカウトの上本大海が試合をチェックし、時には現役時代のポジションであったディフェンダー目線でのアドバイスも送られるなど関心を寄せられていた。2020年2月に大分への来季加入内定、及び特別指定選手承認が発表された。同年7月4日、J1第2節・サガン鳥栖戦で先発出場によりJリーグデビューを果たした。2021年、大分に正式加入し2年間で公式戦70試合に出場。
2023年、出身地・横浜市をホームタウンとする横浜F・マリノスに完全移籍。横浜FMの西澤淳二トップチームダイレクターによると、井上からは2年連続で代理人を通してアピールをされており、それに応えての獲得であったという。
同年はリーグ戦13試合出場で1アシストに終わった。

## 所属クラブ
- 大崎SC（横浜市立小田小学校）
- 横浜ジュニオールSC Jrユース（横浜市立小田中学校）
- 2014年 - 2016年 立正大学淞南高校
- 2017年 - 2020年 福岡大学（スポーツ科学部[4]）
  - 2020年 大分トリニータ（特別指定選手）
- 2021年 - 2022年 大分トリニータ
- 2023年 - 横浜F・マリノス

## 個人成績
| 国内大会個人成績 | 国内大会個人成績 | 国内大会個人成績 | 国内大会個人成績 | 国内大会個人成績 | 国内大会個人成績 | 国内大会個人成績 | 国内大会個人成績 | 国内大会個人成績 | 国内大会個人成績 | 国内大会個人成績 | 国内大会個人成績 |
| 年度             | クラブ           | 背番号           | リーグ           | リーグ戦         | リーグ戦         | リーグ杯         | リーグ杯         | オープン杯       | オープン杯       | 期間通算         | 期間通算         |
| 年度             | クラブ           | 背番号           | リーグ           | 出場             | 得点             | 出場             | 得点             | 出場             | 得点             | 出場             | 得点             |
| 日本             | 日本             | 日本             | 日本             | リーグ戦         | リーグ戦         | リーグ杯         | リーグ杯         | 天皇杯           | 天皇杯           | 期間通算         | 期間通算         |
| ---------------- | ---------------- | ---------------- | ---------------- | ---------------- | ---------------- | ---------------- | ---------------- | ---------------- | ---------------- | ---------------- | ---------------- |
| 2018             | 福岡大           | 7                | -                | -                | -                | -                | -                | 2                | 0                | 2                | 0                |
| 2020             | 福岡大           | 7                | -                | -                | -                | -                | -                | 2                | 0                | 2                | 0                |
| 2020             | 大分             | 47               | J1               | 6                | 0                | 2                | 0                | -                | -                | 8                | 0                |
| 2021             | 大分             | 17               | J1               | 23               | 0                | 4                | 0                | 3                | 1                | 30               | 1                |
| 2022             | 大分             | 17               | J2               | 34               | 1                | 6                | 0                | 0                | 0                | 40               | 1                |
| 2023             | 横浜FM           | 17               | J1               | 13               | 0                | 7                | 0                | 2                | 1                | 22               | 1                |
| 2024             | 横浜FM           | 17               | J1               | 26               | 1                | 3                | 0                | 3                | 2                | 32               | 3                |
| 通算             | 日本             | 日本             | J1               | 68               | 1                | 16               | 0                | 8                | 2                | 92               | 5                |
| 通算             | 日本             | 日本             | J2               | 34               | 1                | 6                | 0                | 0                | 0                | 40               | 1                |
| 通算             | 日本             | 日本             | 他               | -                | -                | -                | -                | 4                | 0                | 4                | 0                |
| 総通算           | 総通算           | 総通算           | 総通算           | 102              | 2                | 22               | 0                | 12               | 4                | 136              | 6                |

※2020年は特別指定選手として出場
その他公式戦
- 2022年
  - J1参入プレーオフ 1試合0得点

| 国際大会個人成績 | 国際大会個人成績 | 国際大会個人成績 | 国際大会個人成績 | 国際大会個人成績 |
| 年度             | クラブ           | 背番号           | 出場             | 得点             |
| AFC              | AFC              | AFC              | ACL              | ACL              |
| ---------------- | ---------------- | ---------------- | ---------------- | ---------------- |
| 2023             | 横浜FM           | 17               | 3                | 0                |
| 2023-24          | 横浜FM           | 17               | 4                | 0                |
| 通算             | AFC              | AFC              | 7                | 0                |

出場歴
- Jリーグ初出場 - 2020年7月4日 J1第2節 サガン鳥栖戦（昭和電工ドーム大分）
- Jリーグ初得点 - 2022年5月25日 J2第18節 ブラウブリッツ秋田戦（同上）

## タイトル

### クラブ
福岡大学
- 福岡県サッカー選手権大会（天皇杯福岡県予選）：2回（2018年、2020年）
- 九州大学サッカーリーグ：3回（2017年 - 2019年）
- 九州大学サッカートーナメント：3回（2017年 - 2019年）

横浜F・マリノス
- FUJIFILM SUPER CUP：1回（2023年）

## 代表・選抜歴

### 選抜歴
- 全日本大学選抜
  - 日韓大学定期戦（2018年）
- 九州選抜
  - デンソーチャレンジカップ（2019年、2020年[注釈 1]）